# ایگوآناغول
ایگوآناغول (نام علمی: Iguanacolossus) نام یک سرده از راسته پرنده‌کفلان است.